# Allaman
Allaman is een gemeente en plaats in het Zwitserse kanton Vaud, en maakt sinds 2008 deel uit van het district Morges. Voor 1 januari 2008 maakte de gemeente deel uit van het toen opgeheven district Rolle. Allaman telt 401 inwoners.